# انحياز للسلطة
الانحياز للسلطة (بالإنجليزية: Authority bias)‏ هو الميل إلى النظر لرأي السلطة علي أنه أكثر دقة (لمجرد أنه نابع من السلطة دون النظر لمحتوي الرأي)، ويكون المتحيز أكثر تأثرا برأي السلطة عن رأي غيرها. كانت تجربة ملغرام في عام 1961 هو التجربة الكلاسيكية التي أثبتت وجود هذا الانحياز.
عادة ما يكون لديناإحساس عميق داخلنا بالواجب تجاه السلطة، ونميل إلى الامتثال عندما يطلب منا شخص ذو سلطة عمل شيء.
في أي مجتمع، فإن وجود نظام متنوع ومقبول على نطاق واسع يسمح بتطوير هياكل متطورة لإنتاج الموارد والتجارة والتوسع والرقابة الاجتماعية. وبما أن العكس هو الفوضى، فنحن جميعا مدربون منذ الولادة على الاعتقاد بأن الطاعة للسلطة هي أمر صحيح. كما أن مفاهيم مثل الطاعة والولاء للحكومة الشرعية أمر يُقدم على أنه ذو قيمة كما في المدارس والقانون والجيش والنظم السياسية. وتكمن قوة التحيز لطاعة السلطة الشرعية في ممارسات التنشئة الاجتماعية التي تهدف إلى تغرس في إداراك الأشخاص أن هذه الطاعة تشكل سلوكا سليما. وتختلف المجتمعات في هذا البعد. وبتقدم العمر فإننا نعلم أننا نستفيد من طاعة السلطة لأن السلطة عادة ما تمتلك درجات أعلى من المعرفة والحكمة واتخاذ القرار. وبناء على ذلك، فإن إجلال السلطة يمكن أن يحدث بطريقة لا طائشة كنوع من صنع القرار.